# Familia mea de spioni
Familia mea de spioni (engleză My Spy Family) este un sitcom, creat de Paul Alexander. Acesta a fost transmis de Boomerang, în Regatul Unit.

## Despre serial
Serialul este despre familia Bannon. Părinții Dirk și Talia, sunt foști spioni inamici, dar s-au îndrăgostit și căsătorit. Acum au trei copii: Spike, Elle și Boris. Ei au toți urme de spion, moștenite de la părinții lor.
Acțiunea este bazată în trei locații majore: casa familiei Bannon, școală unde învață copii și cafeneaua locală a lui Des, fostul maestru în gadgeturi a lui Dirk.

## Personaje

### Familia Bannon
- Dirk Bannon a fost în trecut unul dintre cei mai fatali și fermecători agenți secreți ai Marii Britanii. Dirk e acum retras dar totuși se comportă ca și cum ar fi un pericol după oricare colț, adesea consecințele fiind penibile.

- Talia Bannon este mama celor trei copii. Ea este rusoaică și ține foarte mult la țara ei. Talia este gânditoare, foarte deșteaptă și intrigantă. A fost cea mai mare hoață din lume și cea mai frumoasă. Este șefa casei și toată lumea face cum zice ea. Ar face orice să îi știe pe copiii ei victorioși.

- Spike Bannon este unul dintre copiii familiei Bannon. Visează să devină un spion de renume și este obsedat de tehnologie. Spike a transformat micul său dulăpior de la școală într-un adevărat birou de spionaj. Nu este fanul profesorilor sau al părinților.

- Elle Bannon este milostivă și foarte optimistă. Are 16 ani. Părul ei este șaten și îl poartă mereu prins. Aceasta are două prietene foarte bune: Marcy și Donna.

- Boris Bannon nu vorbește foarte mult, dar când o face, este doar în limba rusă. Boris e curios, hiperactiv și ușor plictisit.

### Personaje secundare
- Des este patronul unei cafenele. A fost în trecut un maestru al gadgeturilor de spionat, a lui Dirk. Este chel și este foarte îndrăgostit de Talia el îi mai face câteodată gadgeturi și lui Spike și când nu-i face atunci Spike face tot posibilul să le ia.

- Travis Michel este cel mai bun prieten a lui Spike. Poartă ochelari și este imobilizat într-un scaun cu rotile.

- Donna este una dintre cele mai bune prietene a lui Elle. Are părul lung și roșcat și pielea mai închisă la culoare.

- Marcy este cealaltă cea mai bună prietenă a lui Elle. Are părul blond și îl poartă de obicei prins. Aceasta poarta ochelari. Și ea și Donna o adoră pe Talia și o au ca exemplu de frumusețe și eleganță.

## Distribuția
- Milo Twomey – Dirk Bannon
- Natasha Beaumont - Talia Bannon Pers. Principal
- Joe Tracini – Spike Bannon
- Alice Connor – Elle Bannon
- Ignat Pakhotin – Boris Bannon
- Vas Blackwood – Des
- Richard Sargent – Travis Michel
- Cascade Brown – Donna
- Kristy Leigh Porter – Marcy Desmond
- Ramon Tikaram – Pan Ernest Vong

## Episoade
| Premiera în România | N/o | Titlu român                                  | Titlu englez                                   |
| ------------------- | --- | -------------------------------------------- | ---------------------------------------------- |
|                     |     |                                              |                                                |
| PRIMUL SEZON        |     |                                              |                                                |
|                     |     |                                              |                                                |
| 03.12.2007          | 01  | Afacerea blocați în vestiar                  | The Lock-In Affair                             |
|                     |     |                                              |                                                |
| 04.12.2007          | 02  | Afacerea prieteni desbinați                  | The Friends Disunited Affair                   |
|                     |     |                                              |                                                |
| 05.12.2007          | 03  | Afacerea Dirk dansatorul                     | The Dirky Dancing Affair                       |
|                     |     |                                              |                                                |
| 06.12.2007          | 04  | Afacerea mila începe de acasă                | The Charity Begins At Home Affair              |
|                     |     |                                              |                                                |
| 07.12.2007          | 05  | Gloanțele din afacerea Batley                | The Bullets Over Batley Affair                 |
|                     |     |                                              |                                                |
| 08.12.2007          | 06  | Afacerea o furtună ca la carte               | The Prefect Storm Affair                       |
|                     |     |                                              |                                                |
| 10.12.2007          | 07  | Afacerea beletul                             | The Tenth Flask Affair                         |
|                     |     |                                              |                                                |
| 11.12.2007          | 08  | Trufele sunt o afacere bună                  | The Truffles are Forever Affair                |
|                     |     |                                              |                                                |
| 12.12.2007          | 09  | Afacerea horoscop                            | The Up Horoscope! Affair                       |
|                     |     |                                              |                                                |
| 13.12.2007          | 10  | Afacerea inspectorul strică planul           | The Inspector Foils Affair                     |
|                     |     |                                              |                                                |
| 14.12.2007          | 11  | Afacerea Vladimir Spensky                    | The Vladimir Spensky Affair                    |
|                     |     |                                              |                                                |
| 17.12.2007          | 12  | Afacerea spionul care nu m-a iubit suficient | The Spy Who Didn’t Quite Love Me Enough Affair |
|                     |     |                                              |                                                |
| 18.12.2007          | 13  | Afacerea din Afacerea Albovia                | The Albovian Affair Affair                     |
|                     |     |                                              |                                                |
| SEZONUL 2           |     |                                              |                                                |
|                     |     |                                              |                                                |
| 03.03.2008          | 14  | Afacerea poțiunea dragostei                  | The Love is the Drug Affair                    |
|                     |     |                                              |                                                |
| 04.03.2008          | 15  | Afacerea Des Res                             | The Des Res Affair                             |
|                     |     |                                              |                                                |
| 05.03.2008          | 16  |                                              | The Quiz Night Affair                          |
|                     |     |                                              |                                                |
| 06.03.2008          | 17  | Afacerea se caută un talent                  | The Batley’s Got Talent Affair                 |
|                     |     |                                              |                                                |
| 07.03.2008          | 18  | Afacerea în care Desmund a fost trădat       | The Live and Let Dine Affair                   |
|                     |     |                                              |                                                |
| 10.03.2008          | 19  | O zi din viața Taliei                        | The Talia’s Day Affair                         |
|                     |     |                                              |                                                |
| 11.03.2008          | 20  | Operațiunea persuasiunea                     | The Persuasion Affair                          |
|                     |     |                                              |                                                |
| 12.03.2008          | 21  | Afacerea informația înseamnă putere          | The Knowledge is Power Affair                  |
|                     |     |                                              |                                                |
| 13.03.2008          | 22  | Afacerea noaptea Stroganoff                  | The Stroganoff Night Affair                    |
|                     |     |                                              |                                                |
| 14.03.2008          | 23  | Afacerea lordul amuzant                      | The Laughing Lord Affair                       |
|                     |     |                                              |                                                |
| 17.03.2008          | 24  | Afacerea mama e totul                        | The Mum’s the Word Affair                      |
|                     |     |                                              |                                                |
| 18.03.2008          | 25  | Afacerea cine e tatăl                        | The Who’s the Daddy Affair                     |
|                     |     |                                              |                                                |
| 19.03.2008          | 26  | O afacere proastă                            | The Bum Deal Affair                            |
|                     |     |                                              |                                                |
| SEZONUL 3           |     |                                              |                                                |
|                     |     |                                              |                                                |
| 01.06.2009          | 27  | Afacerea întoarcerea la Batley               | The Back in Batley Affair                      |
|                     |     |                                              |                                                |
| 02.06.2009          | 28  |                                              | The Des Mondi Code Affair                      |
|                     |     |                                              |                                                |
| 03.06.2009          | 29  | Afacerea anilor 1950                         | The 1950’s Affair                              |
|                     |     |                                              |                                                |
| 04.06.2009          | 30  | Afacerea Camila îl iubește pe Spike          | The Cammy Loves Spikey Affair                  |
|                     |     |                                              |                                                |
| 05.06.2009          | 31  | Afacerea emisiunea TV                        | The Chat Show Affair                           |
|                     |     |                                              |                                                |
| 08.06.2009          | 32  | Afacerea scărpinatul pe spate                | The Back Scratch Affair                        |
|                     |     |                                              |                                                |
| 09.06.2009          | 33  | Afacerea aparatul spion                      | The Spy Pod Affair                             |
|                     |     |                                              |                                                |
| 10.06.2009          | 34  | Afacerea nimerește coșul                     | The Hoop Loop Snoop Affair                     |
|                     |     |                                              |                                                |
| 11.06.2009          | 35  |                                              | The Black Widows Affair                        |
|                     |     |                                              |                                                |
| 12.06.2009          | 36  | Afacerea înșelăciuni și vipere               | The Fakers & Adders Affair                     |
|                     |     |                                              |                                                |
| 15.06.2009          | 37  | Afacerea trofeul                             | The Trophy Affair                              |
|                     |     |                                              |                                                |
| 16.06.2009          | 38  | Afacerea alegerile                           | The Election Affair                            |
|                     |     |                                              |                                                |
| 17.06.2009          | 39  | Afacerea școlarul                            | The Schoolboy Spy Affair                       |
|                     |     |                                              |                                                |
| 18.06.2009          | 40  | Afacerea groaznica mătușă                    | The Awful Aunty Affair                         |
|                     |     |                                              |                                                |
| 19.06.2009          | 41  | Afacerea forțosul Spike                      | The Thick-Skinned Spike Affair                 |
|                     |     |                                              |                                                |
| 22.06.2009          | 42  | Afacerea a sosit mama                        | The Mothers in the Hood Affair                 |
|                     |     |                                              |                                                |
| 23.06.2009          | 43  | Afacerea trișarea                            | The Cheating Affair                            |
|                     |     |                                              |                                                |
| 24.06.2009          | 44  | Afacerea revenirea lui Boris                 | The Boris Bounces Back Affair                  |
|                     |     |                                              |                                                |
| 25.06.2009          | 45  | Afacerea stiloul cel puternic                | The Pen is Mightier Affair                     |
|                     |     |                                              |                                                |
| 15.06.2011          | 46  | Afacerea ca la carte                         | The Brough To Book Affair                      |
|                     |     |                                              |                                                |